# Maksym Paszkowski
Maksym Ihorowycz Paszkowski (ukr. Максим Ігорович Пашковський, ur. 24 marca 1983 w Winnicy) – ukraiński prawnik, przedsiębiorca i polityk, poseł do Rady Najwyższej Ukrainy IX kadencji.

## Życiorys
Maksym Paszkowski urodził się 24 marca 1983 roku w Winnicy w rodzinie inżyniera i nauczycielki muzyki. Po ukończeniu szkoły wstąpił na Wydział Prawa Akademii Kijowsko-Mohylańskiej.
Po ukończeniu studiów Maksym Paszkowski rozpoczął działalność prawniczą związaną z ochroną interesów branży IT, został także dyrektorem przedsiębiorstwa Puncher Solutions. Od 2005 roku był młodszym prawnikiem w kancelarii prawnej w Kijowie. Dwa lata później został prawnikiem w holdingu produkcyjnym Carbon. Od 2009 roku prowadził własną działalność gospodarczą w branży prawniczej. W 2013 roku założył poradnię prawną „Szybka Pomoc Prawna”. Od 2013 roku działa w obszarze biznesu IT.
W wyborach parlamentarnych w lipcu 2019 roku Paszkowski został wybrany na posła do Rady Najwyższej Ukrainy w jednomandatowym okręgu wyborczym nr 11 w Winnicy i rejonie winnickim z ramienia partii Sługa Ludu, która objęła władzę. Jako parlamentarzysta został członkiem komisji Rady Najwyższej ds.transportu i infrastruktury.
W 2021 roku administracja wojskowo-cywilna miasta Wołnowacha odznaczyła posła pamiątkowym medalem „Za działalność charytatywną”.
W sierpniu 2022 roku stanął na czele podkomisji ds. dostosowania ustawodawstwa Ukrainy do przepisów prawa Unii Europejskiej, wypełnienia międzynarodowych zobowiązań prawnych Ukrainy w zakresie integracji europejskiej komisji ds. transportu i infrastruktury Rady Najwyższej Ukrainy.